# Nagyfoltú szemeslepke
A nagyfoltú szemeslepke (Lasiommata maera) a rovarok (Insecta) osztályának lepkék (Lepidoptera) rendjébe, ezen belül a tarkalepkefélék (Nymphalidae) családjába tartozó faj.

## Előfordulása
A nagyfoltú szemeslepke Európában 2000 méter magasságig széles körben elterjedt. Nem mindenütt gyakori, állományai csökkennek.

## Megjelenése

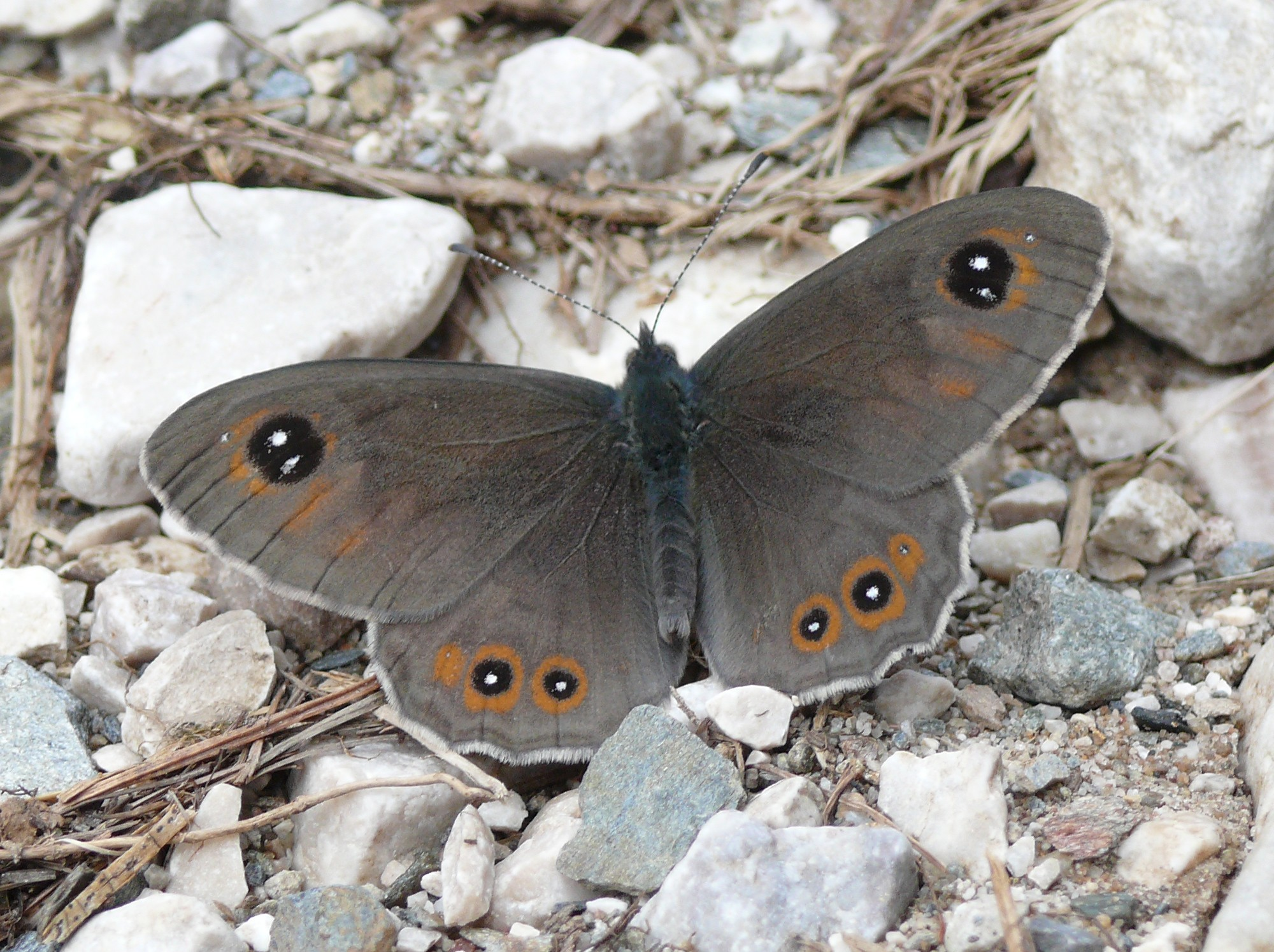
Hím példány

Ennek a szemeslepkefajnak az elülső szárnya 2,2–2,8 centiméter hosszú. A szárnyak felső oldalának alapszíne barna, az elülső szárny csúcsán világosabb mező látható, benne fehér magvú, feltűnően nagy, nyújtott, fekete szemfolttal, amely mellett több kisebb pont is van. A nősténynél az elülső szárny rozsdabarna szalagja a szemfolt körül világosabb és sárgásabb. A hátulsó szárnyakon narancssárga gyűrűvel körülvett 2-2 közepesen nagy fekete folt és 1-1 apró pont található. A hátulsó szárnyak fonákja szürke színű, barna rajzolattal és sárgásbarna gyűrűkkel körülvett szemfoltokkal. Az elülső szárnyak fonákja a felső oldalhoz hasonló, de kissé világosabb.

## Életmódja
A nagyfoltú szemeslepke napfényes erdők, tisztások és erdőszélek lakója. Tápnövényei vadfüvekből állnak (perjék, csenkeszek stb.).

## Szaporodása
A lepkének évente két, egymástól nem élesen elhatárolt nemzedéke van, ezért májustól szeptemberig mindig látható. Északon és a hegyvidékeken csak egy nemzedéke fejlődik, amely június-júliusban repül. A hernyóidőszaka a későbbi nemzedéknél augusztustól májusig tart. A hernyó világoszöld, sötét hátcsíkkal, mellette egy fehéres sáv és egy alul sötéten szegélyezett világos oldalsáv látható. A hernyó áttelel.